# Las Cañas (Río Negro)
Las Cañas es una localidad uruguaya ubicada en el departamento de Río Negro.

## Resumen y generalidades
El balneario Las Cañas es llamado así en referencia a los montes de caña tacuara originarios de esa zona y que hoy se preservan como reserva natural.
Es reconocido como el punto turístico por excelencia de la zona denominada litoral uruguayo-argentino. Ubicado en la margen uruguaya, sobre las costas del río Uruguay, que oficia de límite natural entre la República Oriental del Uruguay y la República Argentina.

## Ubicación
Su ubicación es a unos 8 km de la ciudad de Fray Bentos y a sólo unos 15 del Puente Internacional Gral. San Martín, puente que conecta con Puerto Unzué y a 42 km de la ciudad de Gualeguaychú (ambas poblaciones en la provincia de Entre Ríos, Argentina). Está a 315 km de la ciudad de Montevideo (capital nacional del Uruguay).

## Cómo llegar
Desde Uruguay, puede llegarse por la Ruta 2 la que termina en la ciudad de Fray Bentos y desde allí tomar la Ruta vecinal “Camino Batlle y Ordoñez” o popularmente llamado “camino a Las Cañas” (en excelente estado). Si se ingresa a Uruguay por Paraguay o Brasil, las Rutas 3 y 34 son las apropiadas para llegar a la ciudad de Fray Bentos.
Desde la ciudad de Fray Bentos otra alternativa es la denominada “Ruta Panorámica”, una ruta naturalista que bordea el Río Uruguay y que llega al balneario, siendo un trayecto más lento que a través de la Ruta vecinal “Batlle y Ordoñez”, puede resultar más entretenida y turística la experiencia. Para acceder a la Ruta Panorámica basta recorrer la Rambla de la ciudad la que se ve unida a la ruta mencionada, no sin antes pasar por el casco histórico del Barrio Anglo Archivado el 24 de agosto de 2007 en Wayback Machine. y el viejo Saladero Liebig (posteriormente Corned Beef), primer lugar en el mundo donde se elaboró elArchivado el 8 de octubre de 2006 en Wayback Machine. (carne conservada) y el mayor abastecedor de este producto para las fuerzas aliadas en la II Guerra Mundial. Son frecuentes las referencias a este hecho en películas de cine (Ej: “El Paciente inglés”)
Desde Argentina la Ruta 12 es la mejor opción ya que termina en la ciudad de Gualeguaychú y desde allí por la Ruta 136 que lleva al puente sobre el Río Uruguay. Una vez cruzado el puente, se debe tomar la ruta llamada “Puente-Puerto” que termina en la ciudad de Fray Bentos y desde allí la ya mencionada calle “Roberto Young” que se convierte al salir de la ciudad en el Cmno. Batlle y Ordóñez..

## Entorno natural
Las Cañas se enmarca en un paisaje único y es nombrada como “la capital del atardecer”. En diversos sitios, el ancho del Río Uruguay alcanza los 8 km, esto hace que la costa en la margen Argentina sea sólo una tenue línea en el horizonte. Esta característica sorprende a los turistas europeos que no están acostumbrados a ríos tan anchos. No olvidemos que, unos kilómetros más al Sur, el Río Uruguay se transforma en el Río de la Plata, el río más ancho del Mundo.

## Playas
Las playas, partiendo por la principal, llamada Playa Grande, son de arenas finas y blancas o con un tenue color amarillo. Las playas son de amplias zonas de arena, anchas y con la increíble particularidad de poseer árboles de distintas especies en la propia arena (hay zonas muy arboladas y zonas desprovistas de árboles), esta característica es muy apreciada por los turistas ya que en las playas marítimas NO crecen árboles sobre las arenas. El disponer de árboles propicia sombra y entornos con mesas y bancos disponibles para picnics, almuerzos y cenas campestres o simplemente practicar alguno de los muchos juegos de cartas que existen en Uruguay.
Existen varias playas consecutivas, las más populares, además de la Playa Grande, son El Naranjo (donde se dispone de amarras/marinas/muelle), Caracoles y El Paraíso. Una serie de pequeñas otras playas se extienden por varios kilómetros, algunas de ellas ofician de retiros para aquellas personas gustosas de la soledad.

## Temporada y clima
La temporada de verano y de mayor actividad son los meses de enero y febrero. Es importante tener en cuenta que la zona geográfica donde se enmarca el balneario y Uruguay todo, es levemente húmeda en verano, con períodos muy secos, las temperaturas suelen mantenerse, promedio, en los 26 a 27 °C en enero, con mínimas normales de 19 y máximas de 32 °C pero puntualmente podrá encontrarse con días de más de 35 °C, llegando los picos del verano a 38 y algunos años superando los 40 °C. La temperatura del agua a 40 cm de profundidad a 20 m de la orilla fluctúa de 27 a 30 grados en enero y a 10 cm de 26 a 30 llegando los días calmos a 36 °C. En invierno baja hasta los 13 °C promedialmente en julio, llegando en la orilla en casos extremos a 7 °C al amanecer cuando la temperatura del aire alcanza -1 °C en el límite del agua y -3 °C en el camping. Más adentro no baja de 10 °C.

## Población
Según el censo del año 2011 la localidad contaba con una población de 177 habitantes.
| 109           | 80 | 177 |
| (Fuente: INE) |    |     |

## Infraestructura
La infraestructura del balneario es considerada una de las mejores, sino la mejor, del país. Dispone de caminería pavimentada, agua caliente y electricidad en todas las áreas de camping. Zonas de recreación (parque "La Loma Pizza Aventura"), restaurantes, hoteles, moteles, bungalows, una extensión para actividades de retiro y camping de un cuidado trato. Fue activamente desarrollado durante las gestiones del Dr. Mario Carminatti al frente de la intendencia (1985-1994). No obstante el balneario no ha sido ajeno a las crisis regionales y vivió un período de estancamiento durante el inicio del 2000.
La infraestructura del balneario se ha visto muy beneficiada gracias al rápido crecimiento del centro poblado que crece junto al balneario, denominada como Ciudad Balnearia Las Cañas, esto ha propiciado la existencia de policlínicas de salud, servicios públicos, comisaría (policía), etc. El Centro poblado está compuesto por chalet y casas típicas de balnearios al estilo europeo, en su mayoría propiedad de ciudadanos uruguayos pero también argentinos.
Enumeración de algunos de los servicios disponibles:
- Hotel y zona con Wi-Fi
- Sala de Covenciones
- Moteles
- Alquiler de cabañas y bungalows
- ECOSUPER Las Cañas Tienda Gourmet 24 horas. WiFi, Pos
- Supermercados
- Restaurantes
- Policlínica, servicio de ambulancias y emergencias
- Estación de Policía.
- Áreas de deportes y canchas de tenis, voleibol, fútbol (balompié), etc.
- Telefonía digital, celular, acceso a Internet.
- Espacios Verdes naturales (reserva)
- Zonas de camping sobre césped (gramilla), arena, grava o monte bajo.
- Servicios de electricidad y agua para los campamentistas
- Servicios sanitarios con agua caliente y para personas con discapacidades físicas

Nota: está terminantemente prohibido dañar la flora o fauna del lugar.

## Tránsito de turistas
Las Cañas ha llegado a recibir en plena temporada de Verano, a más de 20.000 personas en un solo fin de semana, esto es una cifra significativa si consideramos que todo el Departamento de Río Negro posee una población apenas sobre esos números. Esto no sólo está justificado por los propios atractivos de la zona sino también porque el Puente Internacional Gral. San Martín es la mayor puerta de entrada de turistas a la República Oriental del Uruguay.